# Весёловка (Черняховский район)
Веселовка (до 1938 — Юдчен нем. Judtschen, до 1947 — Кантхаузен нем. Kanthausen) — посёлок в Черняховском муниципальном округе Калининградской области.

## География
Посёлок расположен на берегу реки Анграпа в 14 км на восток от Черняховска, ж/д станция Веселовка на линии Калининград — Чернышевское.

## История
Селение Юдчен известно с 1557 года. В 1860 году в Юдчене была построена станция на Восточной железной дороге между Кенигсбергом и Эйдткюненом с арочным мостом через реку Ангерапп. Он имел большое экономическое значение для сельскохозяйственной Юдчена и его окрестностей. С 1874 по 1945 год Юдчен был центром одноименного сельского округа в районе Гумбиннен административного округа Гумбиннен провинции Восточная Пруссия. В состав сельского округа Юдчен входили населённые пункты: Гирнелен, Гросс Миксельн, Гросс Верзменингкен, Гросс Виштекен, Юдчен, Клайн Верзменингкен, Клайн Виштекен, Лампзеден, Лолидиммен, Плимбаллен, Пурвинен, Розенфельде, Шилленингкен, Оберштаннен, Штобриккен, Вингенингкен. По политико-идеологическим причинам 16 июля 1938 года Юдчен был переименован в Кантхаузен.
После Второй мировой войны в 1947 году населенный пункт получил русское название Веселовка и был отнесен к Краснополянскому сельсовету Черняховского района. С 2008 по 2015 год Веселовка входила в состав Свободненского сельского поселения, с 2022 года - в Черняховский муниципальный округ.

## Население
| 1939 | 2002 | 2010 |
| ---- | ---- | ---- |
| 374  | ↘196 | ↗269 |

## Достопримечательности
В Веселовке находится дом, в котором три года (с 1747 по 1750) жил и работал домашним учителем Иммануил Кант. Дом был построен в конце XVII века, в середине XVIII века он был перестроен в дом пастора Даниэля Эрнста Андерша. В 2013 году дом находился в аварийном состоянии. В 2017 начались реставрационные работы, которые завершились летом 2018 года открытием музея Дом Канта.

Дом пастора Даниэля Эрнста Андерша до и после реставрации
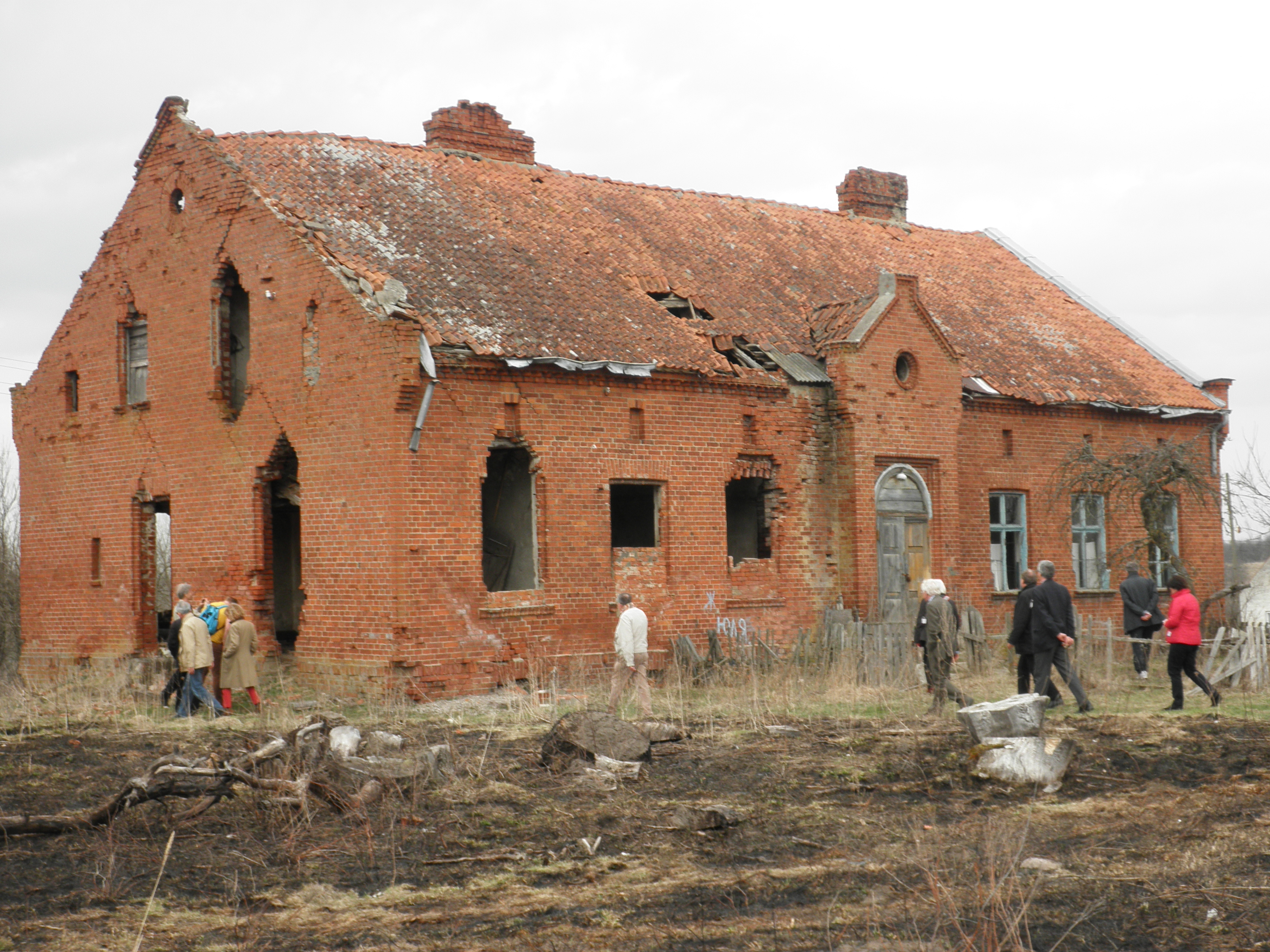
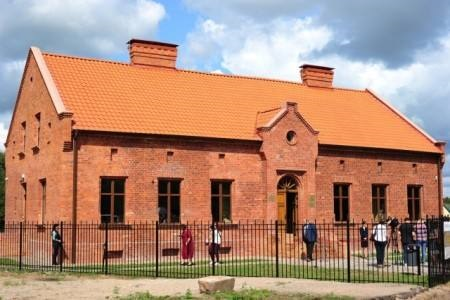